# وايتووتر سلالوم

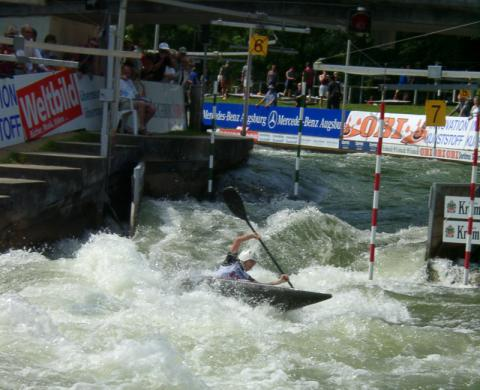
منافسات وايتووتر في سنة 2006 في مدينة أوغسبورغ في ألمانيا

وايتووتر سلالوم هي رياضة تنافسية يتم التنافس فيها عبر قيادة قارب الكانو أو الكاياك عبر نهر سريع الجريان، تعتبر إحدى الرياضات في الألعاب الأولمبية الصيفية. الرياضة بدأت في عقد الأربعينات من القرن الماضي في أوروبا وذلك بعد تأسيس الإتحاد الدولي للكانوي الذي تأسس في سنة 1946 الذي قام بتنظيم أول بطولة عالم لسباقات الكانوي في سنة 1949 الذي أقيم في سويسرا.